# Consagración y entrega a María

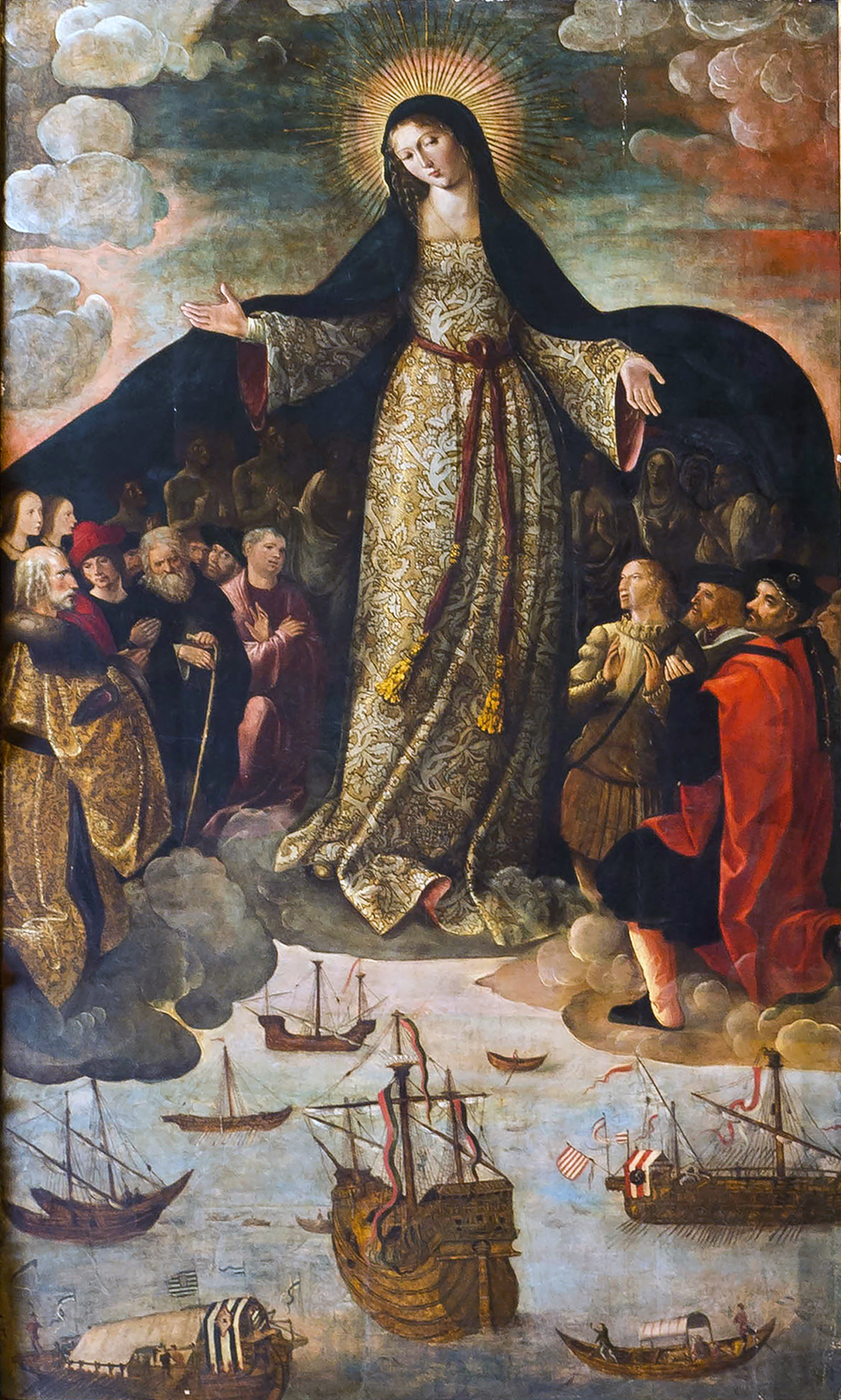
La Santísima Virgen María como Virgen de la Misericordia venerada como Virgen de los Navegantes, 1531-36, con su manto protector cubriendo a los encomendados.

Durante siglos, las devociones marianas entre los católicos han incluido muchos ejemplos de actos personales o colectivos de consagración y entrega a la Virgen María, habiéndose utilizado en este contexto los términos latinos oblatio, servitus, commendatio y dedicatio. La Consagración es un acto por el cual una persona se dedica a un servicio sagrado, o un acto que separa un objeto, lugar o región de un modo común y profano a uno de uso sagrado. La Congregación para el Culto Divino y la Disciplina de los Sacramentos aclara que, en este contexto, "debe recordarse, sin embargo, que el término "consagración" se utiliza aquí en un sentido amplio y no técnico: la expresión es el uso de 'consagrar a los niños a la Virgen', con lo que se pretende poner a los niños bajo su protección y pedir su bendición maternal para ellos".
La consagración a la Virgen María por parte de los católicos ha tenido lugar desde tres perspectivas: personal, social y regional, y bajo distintos títulos: la Inmaculada Concepción, al Corazón Inmaculado de María, o más recientemente a María, Madre de la Iglesia. A principios del siglo XX, san Maximiliano Kolbe, llamado el "Apóstol de la Consagración a María", inició un vigoroso programa de promoción de la consagración a la Inmaculada. En las enseñanzas católicas, la consagración a María no disminuye ni sustituye el amor a Dios, sino que lo realza, pues toda consagración se hace en última instancia a Dios. El teólogo Garrigou-Lagrange designó la consagración personal a María como el nivel más alto entre las devociones marianas.
El lema del papa Juan Pablo II, Totus Tuus (totalmente tuyo), reflejaba su consagración personal a María. Consagró el mundo entero al Corazón Inmaculado de María.

## Historia y desarrollo

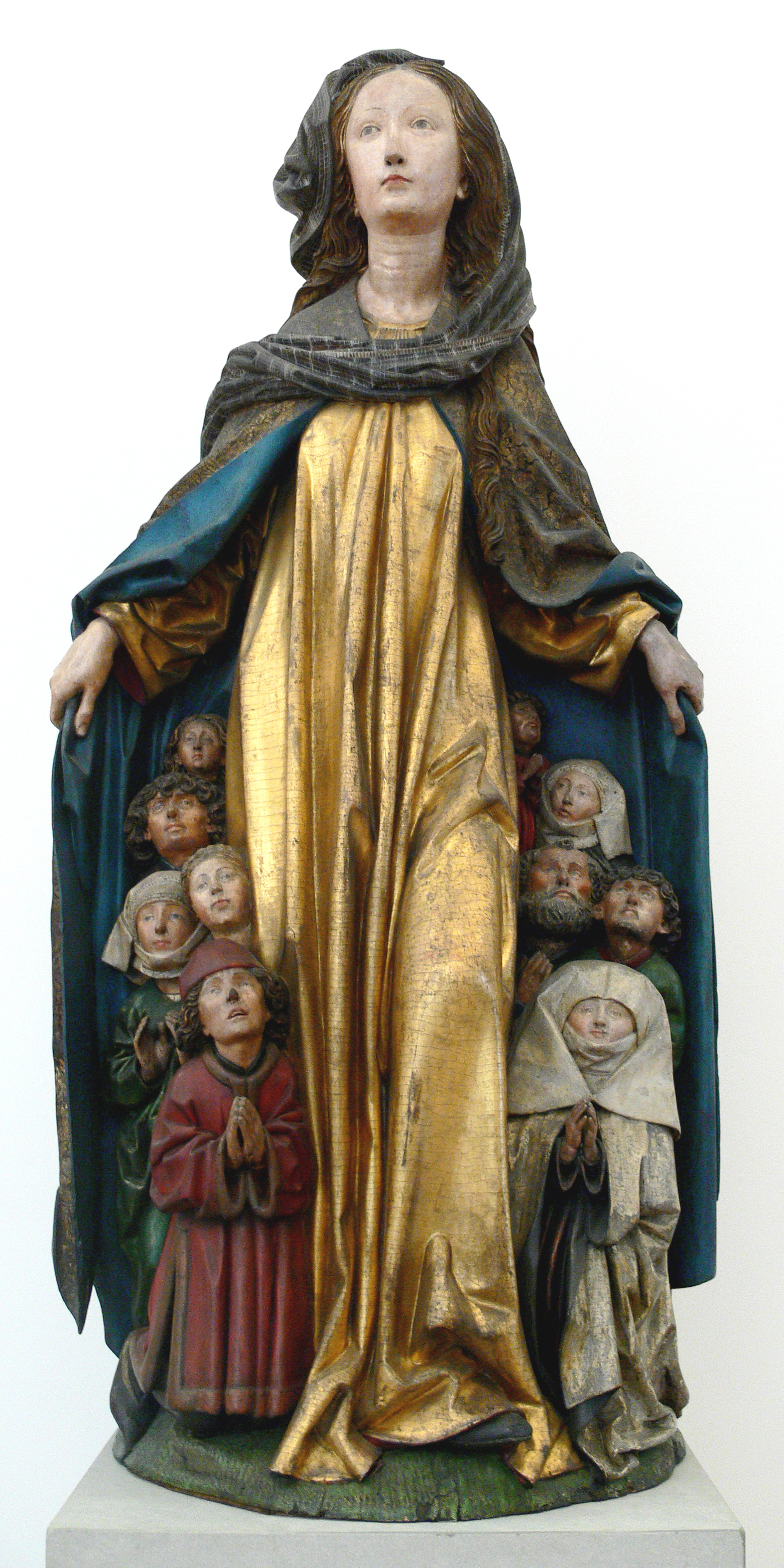
El consagrado cobijado bajo el manto protector de la Virgen, Ravensburg, c. 1480. Atribuido a Michel Erhart

Los inicios de la noción de "pertenencia a María" pueden verse en los escritos de Efrén el Sirio en el siglo IV, y una forma de consagración personal a María se remonta al siglo V, donde sus practicantes eran llamados "siervos de María" y la práctica se denominaba a veces "santa servidumbre". Sin embargo, el primer uso consistente y repetido del concepto de consagración a María fue quizás por Ildefonso de Toledo en el siglo VII, y el papa Juan VII también se refirió a ello en el siglo VIII.
La noción de que la consagración a María está ligada a la consagración a Cristo y tiene una finalidad última Cristocéntrica ya estaba presente en los escritos de Ildefonso del siglo VII, cuando escribió: "Lo que se entrega a la Madre rebota en el Hijo; así pasa al Rey el honor que se rinde en el servicio de la Reina"."
En el siglo VIII, san Juan Damasceno continuó con el tema de la consagración a María, y cuando escribió "a ti te consagramos (anathemenoi) nuestras mentes, nuestras almas y nuestros cuerpos, en una palabra, nuestro propio ser", utilizó el término griego anathemenoi que indica "el apartamiento para uso sagrado". En el siglo IX, ser "siervo de María" se practicaba en Irlanda.
El acto de consagración de ciudades y regiones se remonta al menos al siglo IX, cuando Abbo Cernuus,abad de Abadía de Saint-Germain-des-Prés, compuso un poema en el que atribuía el fracaso de los vikingos en el Asedio de París (885-886) a la consagración de la ciudad a la Virgen María, y su protección sobre ella. Durante el período medieval, abadías, pueblos y ciudades comenzaron a consagrarse a la Virgen María para buscar su protección. En el siglo XII la Abadía de Cîteaux en Francia utilizó el motivo del manto protector de la Virgen María que protegía a los abades y abadesas arrodillados. En el siglo XIII, Cesáreo de Heisterbach también conoció este motivo, que acabó dando lugar a la iconografía de la  Virgen de la Misericordia.
Aunque los santos anteriores habían discutido la noción de consagración, sólo en la Francia del siglo XI Odilón en la Abadía de Cluny comenzó a difundir la práctica formal de la consagración personal a María. En el siglo XII, las  órdenes cistercienses comenzaron a consagrarse a María, primero individualmente y luego en grupo, y esta práctica se extendió luego a la Benedictinas y a los Carmelitass.
En el siglo XVII también se adoptó la costumbre de consagrar el mes de mayo a la Santísima Virgen. Durante los siglos XVIII y XIX las tradiciones de consagración mariana crecieron y para 1860 la primera comunión en Francia incluía un acto de consagración a la Virgen María. Para entonces las consagraciones marianas se habían extendido más allá de la Europa continental y en Inglaterra Frederick Faber había compuesto un himno de consagración a la Virgen María que incluía una petición a su función maternal.
Desde el siglo XIX, las devociones y consagraciones al Corazón Inmaculado de María han sido alentadas por varios papas, como Pío IX, Pío XII y Juan Pablo II.

## Consagración personal

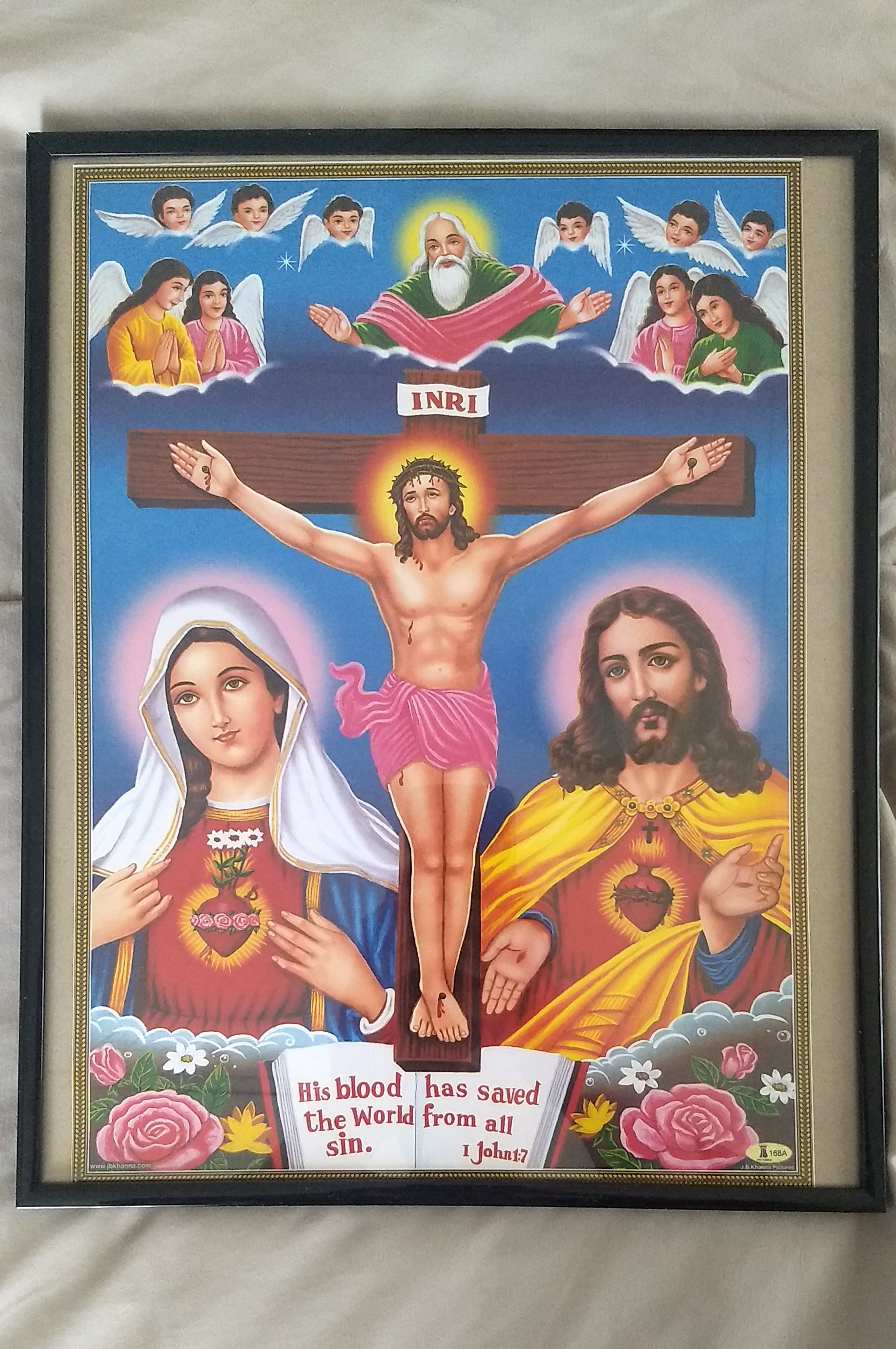
Imagen sagrada utilizada para la Consagración al Sagrado Corazón de Jesús y al Corazón Inmaculado de María

El teólogo Reginald Garrigou-Lagrange, profesor del Angelicum analizó varias formas y etapas de devoción mariana. Designó la consagración personal a María como el nivel más alto entre estas devociones. En su análisis teológico, las devociones marianas se clasifican en etapas, desde la principiante hasta la avanzada, como sigue:.
- Oración ocasional, por ejemplo rezando el Ave María de vez en cuando.
- La devoción regular y diaria, por ejemplo, el rezo devoto del  Rosario a diario.
- Un acto formal de consagración a María, y vivir en dependencia habitual de ella, como medio de unión con Cristo.

La teología de la consagración personal a María fue explicada con más detalle por el Papa Juan Pablo II en Redemptoris Mater donde, basándose en el 19:27, afirmó que la palabra "hogar" se refiere a la vida espiritual e interior de los creyentes, y "acoger a María en la propia casa" significa una encomienda filial a ella como madre en todos los aspectos de la vida. Juan Pablo II propuso al Apóstol Juan como ejemplo de cómo todo cristiano debe responder al don de la maternidad espiritual de María.

### La verdadera devoción a María de Luis de Montfort y la "Consagración total a Jesús por María"
La práctica de la consagración a Jesús a través de María se promovió aún más en el siglo XVIII tras el redescubrimiento de los escritos del sacerdote del siglo XVII Luis de Montfort. El corazón de la obra clásica de Montfort Tratado de la verdadera devoción a la Santísima Virgen es un acto formal de consagración a María, para que a través de ella, uno pueda consagrarse a Cristo. Para Montfort, la consagración inicia un proceso gradual de santificación en el que el enfoque de la persona se aleja del amor propio y se dirige a Dios a través de María. Para Montfort, los individuos alcanzan diferentes niveles en esta escala, dependiendo de sus esfuerzos y de la pureza de sus intenciones. La clasificación de Montfort de los múltiples niveles de progreso espiritual es similar a las "moradas espirituales" descritas por santa Teresa de Ávila en el Las moradas. Sin embargo, el punto de vista de Montfort difiere del contemporáneo de Teresa, san Juan de la Cruz en que Montfort ve el camino mariano hacia Jesús como mucho más positivo, alentador y suave que el camino seguido por Juan en la Noche oscura del alma.
El concepto de consagración de Montfort fue influenciado por el libro de Henri Boudon Dieu seul: le Saint esclavage de l'admirable Mère de Dieu (Sólo Dios, la santa esclavitud de la admirable Madre de Dios). Leyendo a Boudon, Montfort concluyó que toda consagración se hace, en última instancia, a Dios solo, pues sólo Dios merece la servidumbre amorosa del hombre. Más tarde, "Sólo Dios" se convirtió en el lema de Montfort. El enfoque de Montfort seguía muy de cerca a Boudon, pero difería en un elemento: mientras que la consagración de Boudon se fundaba en la Realeza de María, el enfoque de Montfort se basaba en la maternidad divina.
El papa Juan Pablo II declaró que cuando era un joven seminarista había leído y releído muchas veces a Montfort y "comprendió que no podía excluir a la Madre del Señor de mi vida sin descuidar la voluntad de Dios-Trinidad".